# Rene Russo
Rene Marie Russo (Burbank, Califòrnia; 17 de febrer de 1954) és una actriu de cinema i exmodel estatunidenca.

## Biografia

### Primers anys
Russo, que té arrels italianes, va néixer a Burbank (Califòrnia), filla de Shirley, una obrera i cambrera, i Nino Russo, un escultor i mecànic d'automòbils que va abandonar la família quan Rene tenia dos anys. Russo va créixer juntament amb la seva germana Toni i la seva mare. Va assistir a la John Burroughs High School (Escola Secundària John Burroughs), on va ser companya de classes de Ron Howard, però finalment va abandonar els seus estudis en el desè grau. A causa de les necessitats econòmiques de la seva família, Russo va fer diversos feines a temps parcial, com en una fàbrica d'ulleres o com caixera en un cinema.

### Carrera
El 1972, Russo va ser descoberta en un concert de The Rolling Stones pel reclutador i representant John Crosby d'International Creative Management, una agència de talents. Va ser contractada per Ford Modeling Agency (Agència de Models de Ford) i va començar a posar poc després, apareixent a la portada de diverses revistes, com Vogue o Cosmopolitan. Russo va treballar de model la majoria dels anys 1970 i principis dels anys 1980. Més tard, va començar a estudiar Interpretació i va aparèixer en diverses obres de teatres regionals de Los Angeles.
Russo va realitzar el seu debut televisiu el 1987 amb un paper secundari a la sèrie Sable. Dos anys més tard, va fer el seu debut cinematogràfic a la pel·lícula Major League. El 1992 va interpretar la detectiu Lorna Cole, el qual és considerat el seu paper més popular, en la pel·lícula Arma letal 3. Russo va repetir el seu paper en la seqüela Arma letal 4. Durant els anys 1990, Russo va aparèixer en diversos thrillers que van ser comercialment reeixits, incloent En la línia de foc, Esclat, Rescat i El cas de Thomas Crown. També va actuar en diverses pel·lícules de comèdia com Tin Cup, Get Shorty i Les aventures de Rocky i Bullwinkle.
Ja al segle xxi, va aparèixer en films com Un gran embolic (2002), Teus, meus i nostres (2005), Thor (2011), Nightcrawler (2014, pel·lícula per la qual va rebre 3 premis: el de la San Diego Film Critics Society, el de l'American Association of Retired Persons i el Saturn Award), The Intern (2015) o Avengers: Endgame (2019).

### Vida privada
Russo està casada amb el guionista Dan Gilroy des de 1992. La parella té una filla, Rose, nascuda el 31 d'agost de 1993. Russo pateix trastorn bipolar. Russo és una devota cristiana.

## Filmografia
| Any  | Títol                                  | Rol                      | Comentaris           |
| ---- | -------------------------------------- | ------------------------ | -------------------- |
| 1989 | Major League                           | Lynn Wells               |                      |
| 1990 | Mr. Destiny                            | Cindy Jo Bumpers/Burrows |                      |
| 1991 | One Good Cop                           | Rita Lewis               |                      |
| 1992 | Freejack                               | Julie Redlund            |                      |
| 1992 | Lethal Weapon 3                        | Lorna Cole               |                      |
| 1993 | In the Line of Fire                    | Lilly Raines             |                      |
| 1994 | Major League II                        | Lynn Wells               | Cameo                |
| 1995 | Outbreak                               | Robby Keough             |                      |
| 1995 | Get Shorty                             | Karen Flores             |                      |
| 1996 | Tin Cup                                | Dr. Molly Griswold       |                      |
| 1996 | Ransom                                 | Kate Mullen              |                      |
| 1997 | Buddy                                  | Gertrude Lintz           |                      |
| 1998 | Lethal Weapon 4                        | Lorna Cole               |                      |
| 1999 | The Thomas Crown Affair                | Catherine Olds Banning   |                      |
| 2000 | The Adventures of Rocky and Bullwinkle | Natasha Fatale           |                      |
| 2002 | Showtime                               | Chase Renzi              |                      |
| 2002 | Big Trouble                            | Anna Herk                |                      |
| 2005 | Two for the Money                      | Toni Morrow              | Productora executiva |
| 2005 | Yours, Mine and Ours                   | Helen North              |                      |
| 2011 | Thor                                   | Frigga                   |                      |
| 2013 | Thor: The Dark World                   | Frigga                   |                      |
| 2014 | Nightcrawler                           | Nina Romina              |                      |
| 2015 | Frank and Cindy                        | Cindy                    |                      |
| 2015 | The Intern                             | Fiona                    |                      |
| 2017 | Just Getting Started                   | Suzie Quinces            |                      |
| 2019 | Velvet Buzzsaw                         | Rhodora Haze             |                      |
| 2019 | Avengers: Endgame                      | Frigga                   |                      |